# فولوك جوندرسون
فولوك جوندرسون (مواليد 5 أكتوبر 1987) هي لاعبة كرة طائرة أمريكية، فازت مع منتخب بلادها بذهبية أولمبياد 2020.